# ويليام هاغينز

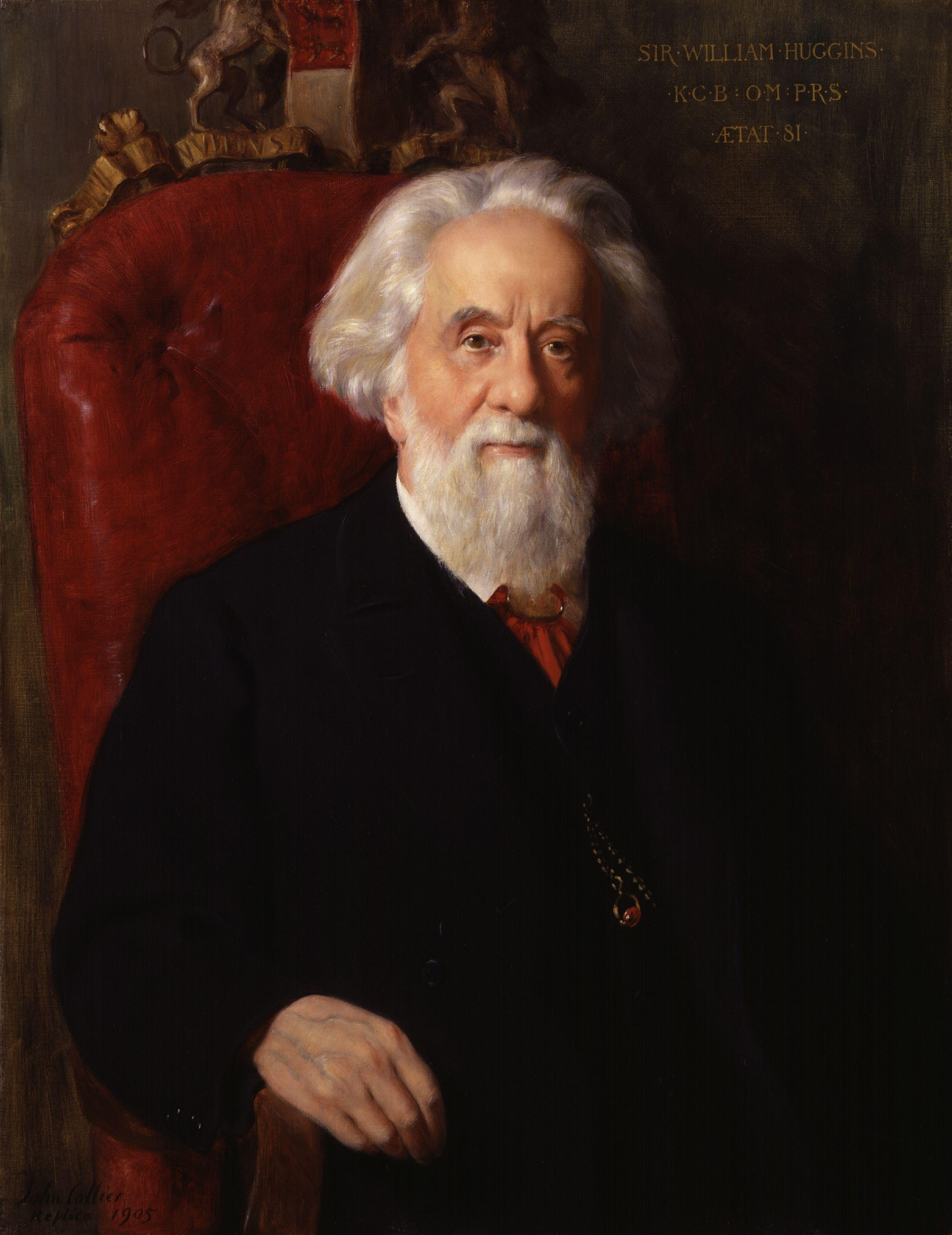
ويليام هاغينز بريشة جون كوليير

السير ويليام هوغينز (بالإنجليزية: Sir William Huggins)‏ كان عالم فلك إنكليزي هاوي (7 فبراير 1824 - 12 مايو 1910) اشتهر بعمله الرائد في التحليل الطيفي الفلكي.

## روابط خارجية
- ويليام هاغينز على موقع الموسوعة البريطانية (الإنجليزية)
- ويليام هاغينز على موقع إن إن دي بي (الإنجليزية)